# Czubajnik ogrodowy
Czubajnik ogrodowy (Chlorophyllum brunneum (Farl. & Burt) Vellinga) – gatunek grzybów z rodziny pieczarkowatych (Agaricaceae).

## Systematyka i nazewnictwo
Pozycja w klasyfikacji według Index Fungorum: Chlorophyllum, Agaricaceae, Agaricales, Agaricomycetidae, Agaricomycetes, Agaricomycotina, Basidiomycota, Fungi.
Po raz pierwszy takson ten zdiagnozowali w 1929 r. William Gilson Farlow i Edward Angus Burt nadając mu nazwę Lepiota brunnea. Obecną, uznaną przez Index Fungorum nazwę nadała mu w 2002 r. Else Vellinga, przenosząc go do rodzaju Chlorophyllum. Polską nazwę czubajnik ogrodowy w 2015 r. zaproponowała grupa mykologów w publikacji Karasińskiego i in., a jej używanie Komisja ds. Polskiego Nazewnictwa Grzybów Polskiego Towarzystwa Mykologicznego zarekomendowała w 2021 r.
Synonimy naukowe według Index Fungorum:
- Lepiota brunnea Farl. & Burt 1929
- Macrolepiota rhacodes var. brunnea (Farl. & Burt) Candusso 1990
- Macrolepiota brunnea (Farl. & Burt) Wasser 1993
- Lepiota rhacodes var. hortensis Pilát 1951
- Lepiota bohemica Wichanský 1961
- Macrolepiota bohemica (Wichanský) Krieglst. 1981
- Macrolepiota bohemica (Wichanský) Krieglst. & Pázmány 1985
- Macrolepiota rhacodes var. bohemica (Wichanský) Bellù & Lanzoni 1987
- Macrolepiota rhacodes var. hortensis Pilát ex Wasser 1980

W wykazie wielkoowocnikowych grzybów podstawkowych Polski Władysława Wojewody Polski gatunek ten jako Macrolepiota rhacodes var. bohemica (Wichanský) Bellù & Lanzoni został uznany za odmianę czubajki czerwieniejącej.